# Барлоу, Том (футболист)
Том Ба́рлоу (англ. Tom Barlow; 8 июля 1995, Сент-Луис, Миссури, США) — американский футболист, центральный нападающий клуба «Чикаго Файр».

## Карьера

### Университетский футбол
В 2014—2017 годах Барлоу обучался в Висконсинском университете в Мадисоне по специальности «Руководство общественными и некоммерческими организациями» и играл за университетскую футбольную команду «Висконсин Баджерс». В Национальной ассоциации студенческого спорта сыграл 78 матчей, забил 23 мяча и отдал 15 результативных передач.
В студенческие годы также выступал в Премьер-лиге развития ЮСЛ: в 2015 году — за клуб «Рединг Юнайтед», в 2016 году — за клуб «Де-Мойн Менис», в 2017 году — за клуб «Чикаго Эф-си Юнайтед».

### Клубная карьера
19 января 2018 года на Супердрафте MLS Барлоу был выбран во втором раунде под общим 39-м номером клубом «Нью-Йорк Ред Буллз». 15 марта он подписал контракт с «Нью-Йорк Ред Буллз II», фарм-клубом «Нью-Йорк Ред Буллз» в USL. Его профессиональный дебют состоялся 22 апреля в матче против «Лос-Анджелес Гэлакси II», в котором он вышел на замену на 86-й минуте вместо Брайана Уайта. 27 мая в матче против «Инди Илевен» забил свой первый гол в профессиональной карьере. 25 августа в матче против «Чарлстон Бэттери» оформил хет-трик.
8 мая 2019 года Барлоу подписал контракт с первой командой «Нью-Йорк Ред Буллз». В тот же день в матче против «Монреаль Импакт» дебютировал в MLS. 19 мая в матче против «Атланты Юнайтед» забил свой первый гол в MLS. Свой первый сезон в клубе закончил с пятью голами в 14 матчах.
18 декабря 2023 года Барлоу был продан в «Чикаго Файр» за $250 тыс. в общих распределительных средствах с возможной доплатой ещё $150 тыс. в зависимости от достижения им определённых показателей. За «Чикаго Файр» дебютировал 24 февраля 2024 года в матче стартового тура сезона против «Филадельфии Юнион», выйдя на замену в конце второго тайма вместо Уго Кёйперса.

## Статистика выступлений
| Выступление           | Выступление      | Выступление      | Лига | Лига | Плей-офф | Плей-офф | Кубок | Кубок | Континент | Континент | Итого | Итого |
| Клуб                  | Лига             | Сезон            | Игры | Голы | Игры     | Голы     | Игры  | Голы  | Игры      | Голы      | Игры  | Голы  |
| --------------------- | ---------------- | ---------------- | ---- | ---- | -------- | -------- | ----- | ----- | --------- | --------- | ----- | ----- |
| Нью-Йорк Ред Буллз II | USLC             | 2018             | 23   | 8    | 3        | 2        | —     | —     | —         | —         | 26    | 10    |
| Нью-Йорк Ред Буллз II | USLC             | 2019             | 15   | 11   | 1        | 0        | —     | —     | —         | —         | 16    | 11    |
| Нью-Йорк Ред Буллз II | USLC             | 2021             | 2    | 0    | —        | —        | —     | —     | —         | —         | 2     | 0     |
| Нью-Йорк Ред Буллз II | Итого            | Итого            | 40   | 19   | 4        | 2        | —     | —     | —         | —         | 44    | 21    |
| Нью-Йорк Ред Буллз    | MLS              | 2019             | 12   | 3    | 1        | 1        | 1     | 1     | —         | —         | 14    | 5     |
| Нью-Йорк Ред Буллз    | MLS              | 2020             | 21   | 3    | 1        | 0        | —     | —     | —         | —         | 22    | 3     |
| Нью-Йорк Ред Буллз    | MLS              | 2021             | 23   | 1    | 0        | 0        | —     | —     | —         | —         | 23    | 1     |
| Нью-Йорк Ред Буллз    | MLS              | 2022             | 33   | 3    | 0        | 0        | 5     | 1     | —         | —         | 38    | 4     |
| Нью-Йорк Ред Буллз    | MLS              | 2023             | 34   | 3    | 3        | 2        | 2     | 0     | 4         | 0         | 43    | 5     |
| Нью-Йорк Ред Буллз    | Итого            | Итого            | 123  | 13   | 5        | 3        | 8     | 2     | 4         | 0         | 140   | 18    |
| Чикаго Файр           | MLS              | 2024             | 1    | 0    | —        | —        | —     | —     | —         | —         | 1     | 0     |
| Всего за карьеру      | Всего за карьеру | Всего за карьеру | 164  | 32   | 9        | 5        | 8     | 2     | 4         | 0         | 185   | 39    |

Источники: Transfermarkt, Soccerway, Football Database EU.